# カール・ジーゲル
カール・ルートヴィヒ・ジーゲル（Carl Ludwig Siegel, 1896年12月31日 - 1981年4月4日）は、ドイツの数学者。整数論、複素関数論、保型関数論、天体力学（三体問題）などの研究で名高い。

## 生涯
1896年、ドイツのベルリンに生まれる。1915年、ベルリン大学に入学。数学、天文学、物理学を学ぶ。在学中マックス・プランク教授やゲオルク・フロベニウス教授の講義を聴き数学を志す。第一次世界大戦後の1919年、ゲッティンゲン大学に移り、エトムント・ランダウのもとで学び、1920年に学位を取得。フランクフルト大学（1922年-1938年）、ゲッティンゲン大学（1938年-1940年）で教授を務め、1940年にノルウェー経由でアメリカに亡命した後、プリンストン高等研究所教授に就任。第二次世界大戦終結後、1951年にゲッティンゲン大学教授に再び就任。1956年にはロンドン数学会会員に選出。
ジーゲルは、整数論、ディオファントス方程式、天体力学を研究し多くの栄誉を得た。1964年、フランクフルト大学創立50周年記念の数学セミナ－で講演。1978年、数学の最も栄誉ある賞の一つであるウルフ賞数学部門を受賞。